# East Grand Forks
East Grand Forks ist die größte Stadt (mit dem Status „City“) des Polk County im US-amerikanischen Bundesstaat Minnesota. Das U.S. Census Bureau hat bei der Volkszählung 2020 eine Einwohnerzahl von 9.176 ermittelt.
East Grand Forks ist Bestandteil der Metropolregion Greater Grand Forks.

## Geografie

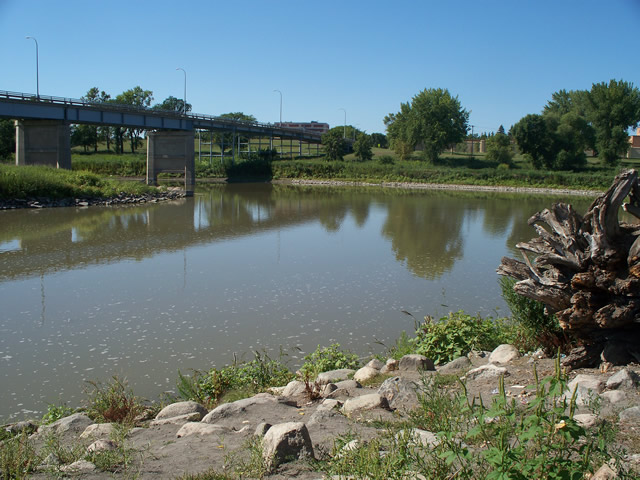
Mündung des südlichen Arms des Red Lake River

East Grand Forks liegt im Nordwesten Minnesotas an der Mündung des südlichen Arms des Red Lake River in den die Grenze zu North Dakota bildenden Red River of the North. Die geografischen Koordinaten von East Grand Forks sind 47°55′48″ nördlicher Breite und 97°01′28″ westlicher Länge. Die Stadt erstreckt sich über eine Fläche von 15,31 km².
Benachbarte Orte sind Grand Forks in North Dakota am gegenüberliegenden Ufer des Red River und Fisher (22,5 km südöstlich).
Die nächstgelegenen größeren Städte sind Fargo in North Dakota (130 km südlich), Winnipeg in der kanadischen Provinz Manitoba (238 km nördlich), Duluth am Oberen See (426 km ostsüdöstlich) und Minneapolis (507 km südöstlich).
Die Grenze zu Kanada befindet sich 142 km nördlich.

## Verkehr
Der entlang des Red Lake River führende U.S. Highway 2 führt durch East Grand Forks und quert den Red River über eine Brücke nach North Dakota. Von Nord nach Süd verläuft ebenfalls die Minnesota State Route 220 durch das Stadtgebiet von East Grand Forks. Alle weiteren Straßen sind untergeordnete Landstraßen, teils unbefestigte Fahrwege sowie innerörtliche Verbindungsstraßen.
Durch East Grand Forks verläuft eine Eisenbahnlinie der regionalen Eisenbahngesellschaft Grand Forks Subdivision.

Der Grand Forks International Airport liegt 14,3 km westlich. Die nächstgelegenen größeren Flughäfen sind der Hector International Airport in Fargo (127 km südlich), der Winnipeg James Armstrong Richardson International Airport (241 km nördlich) und der Minneapolis-Saint Paul International Airport (530 km südöstlich).

## Demografische Daten
Nach der Volkszählung im Jahr 2010 lebten in East Grand Forks 8601 Menschen in 3488 Haushalten. Die Bevölkerungsdichte betrug 561,8 Einwohner pro Quadratkilometer. In den 3488 Haushalten lebten statistisch je 2,45 Personen.
Ethnisch betrachtet setzte sich die Bevölkerung zusammen aus 91,1 Prozent Weißen, 1,3 Prozent Afroamerikanern, 1,8 Prozent amerikanischen Ureinwohnern, 0,6 Prozent Asiaten sowie 2,4 Prozent aus anderen ethnischen Gruppen; 2,9 Prozent stammten von zwei oder mehr Ethnien ab. Unabhängig von der ethnischen Zugehörigkeit waren 6,5 Prozent der Bevölkerung spanischer oder lateinamerikanischer Abstammung.
25,8 Prozent der Bevölkerung waren unter 18 Jahre alt, 60,9 Prozent waren zwischen 18 und 64 und 13,3 Prozent waren 65 Jahre oder älter. 50,8 Prozent der Bevölkerung war weiblich.

Das mittlere jährliche Einkommen eines Haushalts lag bei 53.010 USD. Das Pro-Kopf-Einkommen betrug 25.315 USD. 9,0 Prozent der Einwohner lebten unterhalb der Armutsgrenze.